# Diefmatten
Diefmatten – miejscowość i gmina we Francji, w regionie Grand Est, w departamencie Górny Ren.
Według danych na rok 1990 gminę zamieszkiwało 227 osób, 72 os./km².